# Henri Poincaré
Jules Henri Poincaré, francoski matematik in filozof, * 29. april 1854, Nancy, Francija, † 17. julij 1912, Pariz, Francija.

## Življenje in delo
Poincaré velja za zadnjega univerzalnega matematika. Imel je izreden spomin, slabo je videl in bil je dokaj nespreten. Najbolj znano je njegovo proučevanje problema treh teles v nebesni mehaniki in stabilnosti Osončja. Bil je miselni predhodnik Eisteinove posebne teorije relativnosti. Nasprotoval je Cantorjevi teoriji množic.

## Priznanja

### Nagrade
Kraljeva astronomska družba (RAS) mu je leta 1900 podelila zlato medaljo, leta 1901 mu je Kraljeva družba podelila Sylvestrovo medaljo, leta 1911 pa je prejel medaljo Bruceove.